# Rotazione delle colture

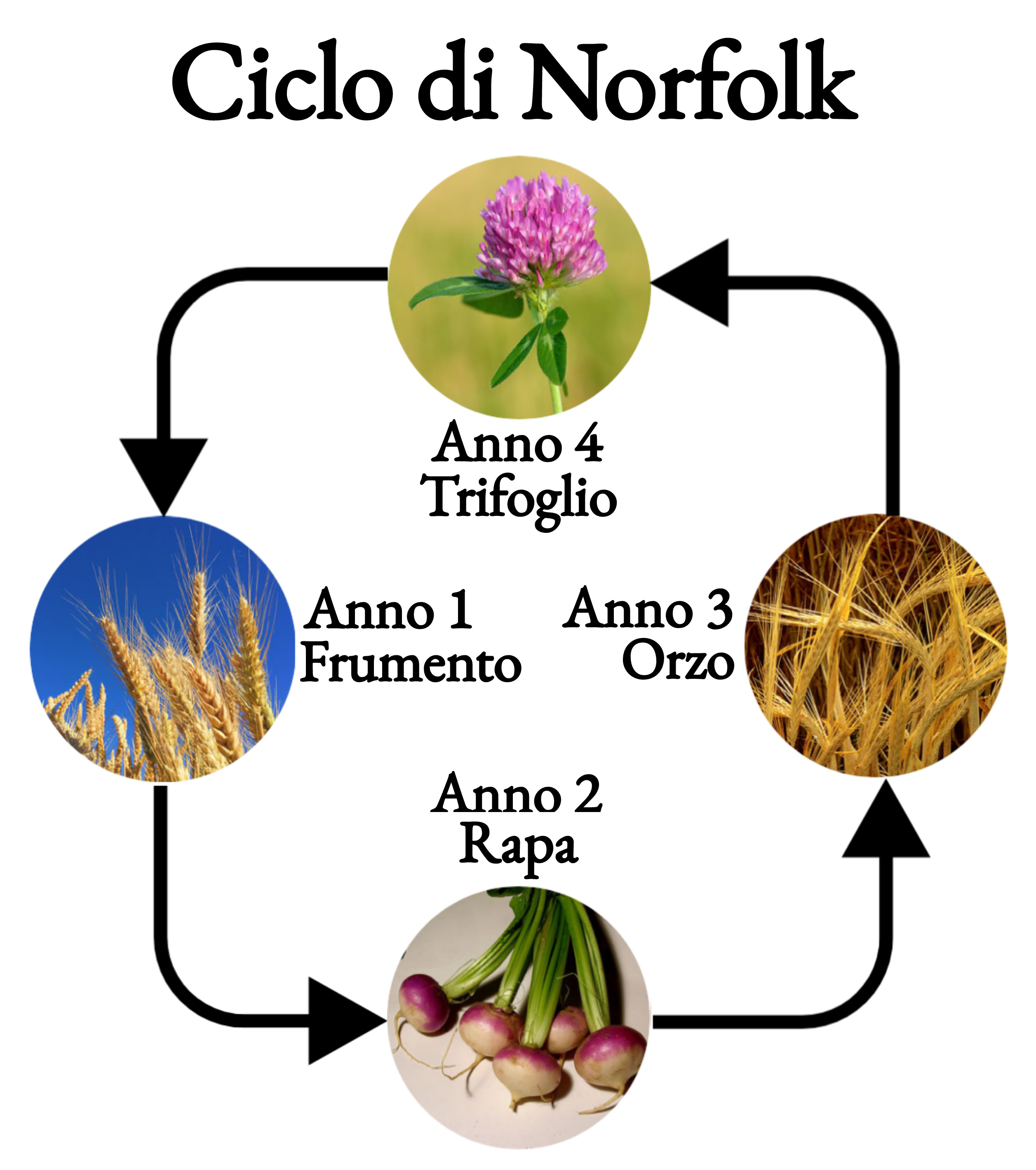
Rotazione delle colture secondo il ciclo di Norfolk

L'avvicendamento colturale è una tecnica agronomica adottata in agricoltura che prevede la variazione della specie agraria coltivata nello stesso appezzamento, al fine di migliorare o mantenere la fertilità del terreno e garantire, a parità di condizioni, una maggiore resa. Si contrappone alla tecnica della monosuccessione, che consiste nella ripetizione sullo stesso appezzamento della coltura effettuata nel ciclo precedente.

## Storia

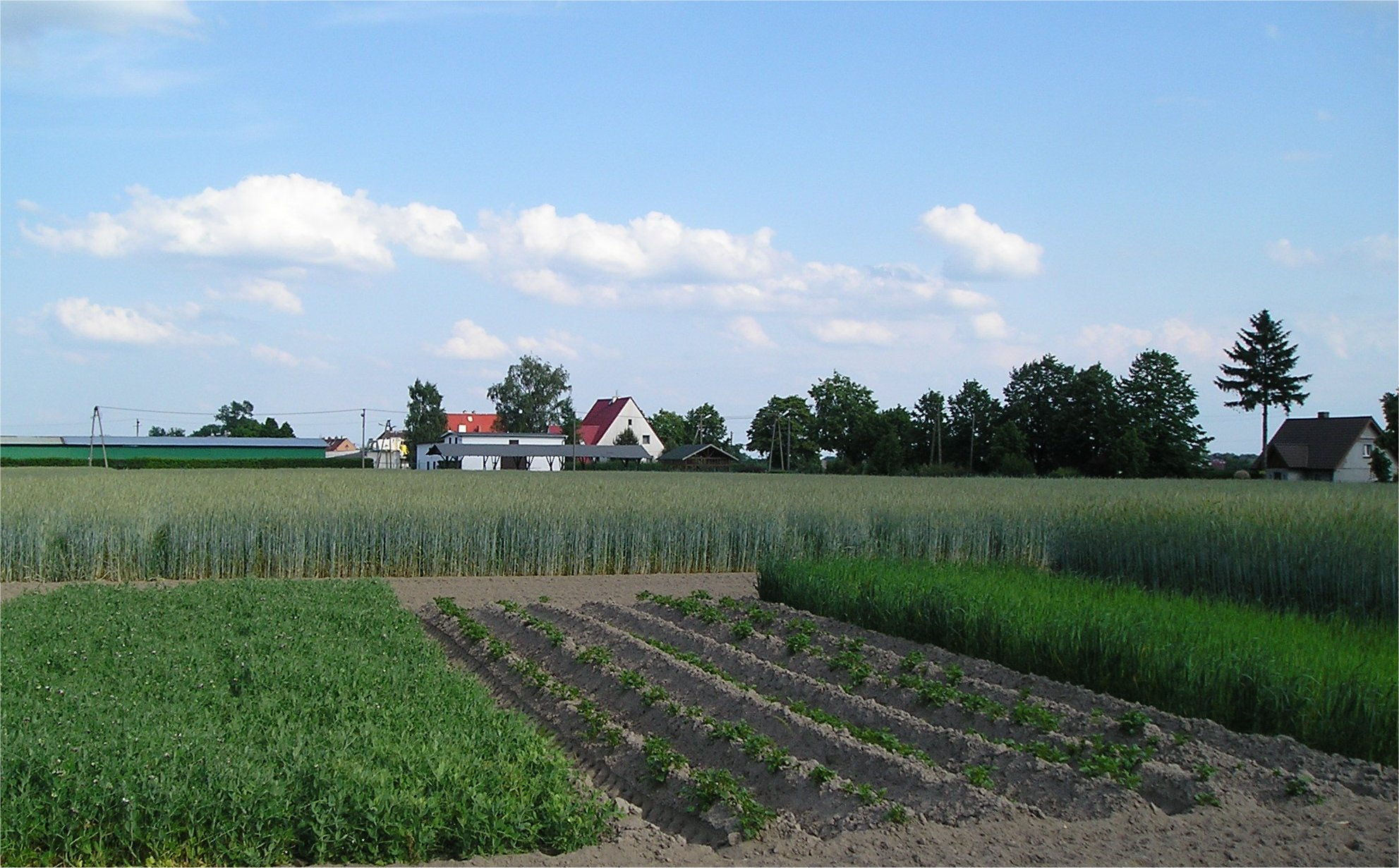
Confronto degli effetti tra rotazione colturale e monocoltura. Nel campo anteriore, la sequenza di rotazione colturale Norfolk (patate, avena, piselli, segale) è applicata; nel campo posteriore il riso è stato coltivato per 58 anni consecutivi.

Con la fine dell'VIII secolo alla rotazione biennale delle colture si sostituisce gradualmente la rotazione triennale che aumentò la resa agricola.

### In Italia
Si può affermare che le rotazioni moderne in Italia nascono come conseguenza delle grandi opere irrigue di comuni e principati, che impongono di inserire le foraggere tra i raccolti di cereali. La conseguenza è un nuovo allevamento che non si fonda più sui pascoli naturali, ma sulla coltivazione dei foraggi. I primi scrittori che descrivono il sistema italiano sono, nel Cinquecento, Camillo Tarello e, soprattutto, Agostino Gallo.
La rotazione diviene vera scienza in Inghilterra tra la fine del Seicento e il Settecento, quando decine di agronomi sperimentano nuove combinazioni di colture in successione. Tra quegli agronomi il più famoso è Arthur Young, che prova cento rotazioni ma che non riesce a creare una teoria organica che viene poi creata da un suo discepolo, il tedesco Albrecht Thaer.
Il piano più famoso per la sperimentazione di tutte le condizioni ed i benefici della rotazione viene realizzato, dal 1843, nell'azienda sperimentale di un magnate dei fertilizzanti, John Bannet Lawes, dall'agronomo inglese Henry Gilbert, che dopo cinquant'anni di sperimentazioni, illustra in una serie di conferenze in USA, i risultati del più straordinario progetto sperimentale della storia dell'agronomia.

## Descrizione

### Principi di base
La scelta delle colture avviene in funzione degli obiettivi, dei bisogni dell'agricoltore, del terreno, del clima e delle piante. Si possono alternare specie seminative autunnali con altre primaverili. Nella scelta della successione colturale l'agricoltore è dipendente soprattutto dal rischio allelopatico, meno spesso dai rischi di trasmissione di malattie delle piante e dalla pressione di insetti voraci. Per esempio, è sconsigliabile far seguire il grano al mais, per evitare la fusariosi. Inoltre bisogna fare attenzione agli erbicidi utilizzati per ciascuna coltura successiva, per evitare che l'utilizzo eccessivo di alcuni composti chimici supporti la selezione di infestanti resistenti.
Per stabilire la differenza tra le perdite di carbonio per mineralizzazione della materia organica e apporti derivanti da letame o residui colturali può essere utilizzato il bilancio umico.
All'interno di questa tecnica le colture si dividono in tre gruppi principali:
- colture da rinnovo (a fine ciclo lasciano il terreno con una migliore struttura dovuta alle lavorazioni, es. mais, colza);
- colture miglioratrici (principalmente le leguminose, azoto-indipendenti, es. erba medica, trifoglio..);
- colture depauperanti (generalmente le graminacee).

Vi sono poi colture considerate miglioratrici da rinnovo, come la soia (leguminosa).
Per definizione ogni ciclo inizia con una coltura da rinnovo e termina con una depauperante. Il difetto di questo sistema è di essere abbastanza rigido in quanto una volta stabilito può essere difficilmente modificato prima del suo completamento. In alcuni Paesi (come il Quebec) esistono incentivi economici alla diversificazione delle colture.

### Alcuni esempi di rotazione
Patata → Ravanello → Insalata → Senape → Cipolla
Rapa → Orzo → Trifoglio pratense → Frumento

### Vantaggi

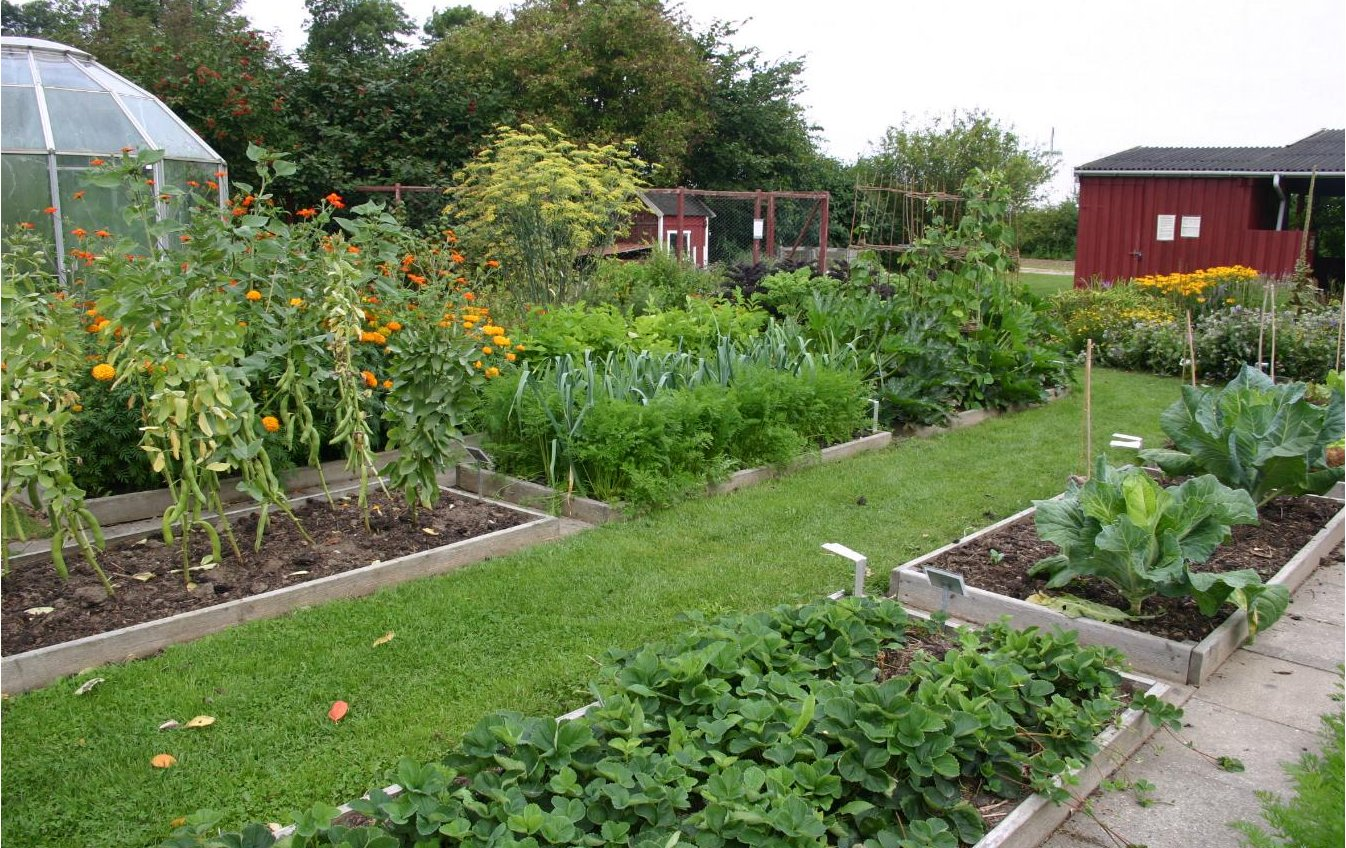
Rotazione delle colture, esemplificazione su piccola scala.

- interrompe il ciclo vitale degli organismi legati ad una coltura; in particolare, la successione di piante differenti (per esempio, alternanza tra graminacee e piante oleaginose, tipo grano e colza) permette di interrompere il ciclo di alcune malerbe;
- grazie alla diversità dei sistemi radicali, il profilo del terreno è esplorato meglio.
- l'impiego delle leguminose consente l'aggiunta di azoto simbiotico al suolo; più in generale, la composizione dei diversi residui colturali contribuisce alla qualità dell'humus.
- Specialmente nel giardinaggio evita il fenomeno dell'antagonismo radicale.

Un altro vantaggio può consistere in una migliore ripartizione del carico di lavoro del terreno, con l'introduzione nel ciclo della rotazione di colture a prato o a maggese.
La rotazione delle colture venne praticata per secoli nel quadro di sistemi agricoli che includevano l'allevamento, a partire dall'Ottocento con gli studi di Justus von Liebig sui fertilizzanti viene introdotta la Monocoltura e successivamente l'agricoltura intensiva.
L'agricoltura sostenibile tenta di reintrodurre la rotazione delle colture facendo a meno dei fertilizzanti di sintesi.